# Сено, Жан-Франсуа
Жан-Франсуа Сено́ (фр. Jean-François Senault; 1601, Антверпен —1672) — французский богослов, проповедник. Верховный генерал Ораторианцев.

## Биография
Сын королевского секретаря, члена Совета Шестнадцати Католической лиги Франции. Образование получил в католическом университете Дуэ и Париже. Пьер де Берюль, тронутый его скромностью и благочестием, привлёк Ж.-Ф. Сено в 1618 году к своей новосозданной общине.
Благодаря углублённому изучению богословия, через 15 лет стал известным проповедником. Проповедовал в главных церквях столицы и провинциях. Его проповеди, написанные с талантом и вкусом, заслужили популярность у верующих при дворе и в Париже. Особо их отмечала Анна Австрийская.
Из его проповедей были изданы «Harangues funèbres de Louis XIII et Marie de Medicis» (1642) и «Panégyriques des saints» (1655), из других сочинений — «De l’usage des passions» (1641), «L’homme criminel» (1644), «L’honneur chrétien» и др.